# Hnahthial
Hnahthial là một thị trấn thống kê (census town) của quận Lunglei thuộc bang Mizoram, Ấn Độ.

## Nhân khẩu
Theo điều tra dân số năm 2001 của Ấn Độ, Hnahthial có dân số 7123 người. Phái nam chiếm 52% tổng số dân và phái nữ chiếm 48%. Hnahthial có tỷ lệ 79% biết đọc biết viết, cao hơn tỷ lệ trung bình toàn quốc là 59,5%: tỷ lệ cho phái nam là 78%, và tỷ lệ cho phái nữ là 80%. Tại Hnahthial, 13% dân số nhỏ hơn 6 tuổi.